# Hkusam Mountain
Hkusam Mountain – szczyt w Kolumbii Brytyjskiej, w Kanadzie, w paśmie Prince of Wales Range, na wyspie Vancouver. Jego wysokość wynosi 1645 m n.p.m.